# Bidessus delicatulus
Bidessus delicatulus is een keversoort uit de familie waterroofkevers (Dytiscidae). De wetenschappelijke naam van de soort is voor het eerst geldig gepubliceerd in 1844 door Schaum.